# Строилова, Ксения Игоревна
 Ксения Игоревна Строилова  (род. 1992) – казахстанская горнолыжница, мастер спорта Республики Казахстан международного класса.

## Биография
На зимней Азиаде 2011 года завоевала две бронзовые награды – в скоростном спуске и суперкомбинации.